# Чемодариха
Чемодариха — заимка в Черемховском районе Иркутской области России. Входит в состав Черемховского муниципального образования.

## География
Заимка находится на расстоянии примерно 15 км к востоку от города Черемхово, административного центра района.

## Население
| 2002 | 2010 | 2011 | 2012 |
| ---- | ---- | ---- | ---- |
| 265  | ↘217 | ↘216 | ↗225 |

### Гендерный состав
По данным Всероссийской переписи, в 2010 году на заимке проживало 217 человек (108 мужчин и 109 женщин).